# Tullia Socin
Tullia Socin (Bolzano, 7 gennaio 1907 – Bolzano, 20 gennaio 1995) è stata una pittrice italiana.

## Biografia
La famiglia di Tullia Socin, originaria della Val di Non nel Trentino, viveva a Bolzano dal 1870 . Il nonno Fidel fabbricava di strumenti musicali e nel 1871 in città fondò la ditta "Fidel Socin" per fisarmoniche e strumenti musicali e morì il 5 febbraio 1917 all'età di 77 anni a Bolzano.
Dopo la scuola elementare frequentata presso il locale Convitto mariano, nel 1919 Tullia prosegue gli studi nell'educandato di Notre Dame de Sion a Trento e nel 1924 consegue il diploma in Lingua e letteratura francese presso l'Università di Grenoble. 
Dal 1925 al 1932 studia con Virgilio Guidi all'Accademia di belle arti di Venezia e consegue la relativa licenza di pittrice accademica nel 1932. Durante questo periodo realizza il suo primo ritratto, quello dello scultore Vincenzo Bellotto, egli stesso insegnante dell'accademia.
(Gabriele Simongini su Artribune)
Nel 1932 a Parigi dipinge ed espone Donna che legge.
Si dedica a vedute veneziane, altoatesine e liguri con tecnica memore delle ricerche impressioniste e post impressioniste con rimandi a Carrà. 

Nel 1933 è a La Spezia dove dipinge la città e varie località del suo golfo e della Riviera di Levante. Nello stesso anno partecipa con due dipinti alla prima edizione del Premio di pittura del Golfo promosso da 
Marinetti.
A Roma nel 1934 lavora presso lo studio del maestro Giulio Bargellini, che reputandola "una vera, autentica, acuta tempra d’artista", la introduce alla tecnica dell'affresco, incoraggiandola a proseguire. 
In quegli anni di epoca fascista realizza diversi dipinti con i quali prende parte alle mostre sindacali promosse dal Sindacato Fascista di Belle Arti, evitando per quanto possibile di trattare soggetti espressamente politici. Ne fanno eccezione tre opere dedicate alla tematica ideologica dominante: Giovani italiane (1937), Legionario ferito (1937) e Medaglia alla memoria (1939). 

Partecipa a vari concorsi, vincendo premi alle biennali sindacali di Bolzano e Trento nel 1932, 1937 e 1939. 
Durante i suoi soggiorni a Bolzano entra in contatto con gli artisti locali Hans Piffrader e Ignaz Gabloner. 

Nel 1937 tiene una sua prima mostra monografica a La Spezia presso la galleria Mazzoni.
Allo scoppio della seconda guerra mondiale si ritira a Castelrotto.
Nel 1943 sposa lo scultore Enrico Carmassi, con il quale vive e lavora dapprima a La Spezia fino al termine della guerra e poi a Torino dal 1946 al 1974.
Dopo la guerra, a partire dal post-cubismo, intorno agli anni Cinquanta Socin arriva a realizzare raffigurazioni più libere e anche astratte, poi abbandonate per affrontare un suo vitale dialogo con la natura.

In questo periodo allestisce diverse mostre, a La Spezia, Ivrea, Torino, Saint-Vincent, Monaco, Vienna e nel 1965 nella sala capitolare della Chiesa dei Domenicani a Bolzano.
Dopo la morte del marito nel 1975, torna a vivere a Bolzano.

## Lavori
Maria Pia Socin, sorella dell'artista, raveva accolto un cospicuo numero di opere di Tullia Socin e di Enrico Carmassi. Alla sua morte, nel 2009, la raccolta è stata ceduta alla Fondazione Socin, il cui patrimonio è disponibile a scopo espositivo dal 2011 presso una sala del Museo Civico di Bolzano. Attualmente è in corso la catalogazione scientifica del patrimonio della fondazione.
Presso il Museo stesso, dal 21 novembre 2007 al 29 marzo 2008, è stata allestita la mostra Donna in rosso, Tullia Socin e le Biennali di Bolzano). 
Opere di Tullia Socin sono conservate nella Galleria nazionale d’arte moderna e contemporanea di Roma, nel Museo Civico di Bolzano, nella Galleria Civica di La Spezia, presso la Cassa di Risparmio della Provincia di Bolzano olre che in numerose collezioni private di Bolzano, Milano, Torino, Vienna, Monaco di Baviera.

## Opere
- La sorellina (1929)
- Autoritratto (1930)
- Ritratto del maestro Virgilio Guidi (1930)
- Ritratto di Fidel Socin (1930-35)
- Sogni di madre (1932)
- Donna che legge (1932)
- Contadina tirolese (1932)
- Golfo di La Spezia (1933)
- Conversazione (1934)
- La Bagnante (1934-35)
- Bagnante (1935)
- Violetta (1935)
- Grande natura morta (1935)
- Ragazza in rosso (1936)
- L'emarginato (1935)
- Lo scolaro (1936)
- Maternità (1936)
- Marinaio (1937)
- Giovani italiane (1937)
- Le modelle (1937)
- Legionario ferito (1937)
- Medaglia alla memoria (1939)
- Mattino a Portovenere (1949)[8]